# Confide in Me: The Irresistible Kylie
Confide in Me: The Irresistible Kylie je kompilacija avstralske pop-dance pevke Kylie Minogue. 16. julija 2007 je kompilacija preko založbe Music Club izšla v Združenem kraljestvu. Kompilacija je vključevala vse pesmi z obeh albumov, ki ju je izdala preko založbe Deconstruction Records (Kylie Minogue (1994) in Impossible Princess (1997)) ter nekaj redkih B-strani raznih singlov.

## Seznam pesmi
| CD 1            | CD 1                                                | CD 1    |
| Št.             | Naslov                                              | Dolžina |
| --------------- | --------------------------------------------------- | ------- |
| 1.              | „Confide in Me‟                                     | 5:51    |
| 2.              | „Put Yourself in My Place‟                          | 4:54    |
| 3.              | „Where Is the Feeling?‟ (remiks Brothers In Rhythm) | 4:11    |
| 4.              | „If I Was Your Lover‟                               | 4:45    |
| 5.              | „Some Kind of Bliss‟                                | 4:12    |
| 6.              | „Did It Again‟                                      | 4:22    |
| 7.              | „Breathe‟                                           | 4:37    |
| 8.              | „If You Don't Love Me‟                              | 2:12    |
| 9.              | „Tears‟                                             | 4:28    |
| 10.             | „Gotta Move On‟                                     | 3:35    |
| 11.             | „Difficult by Design‟                               | 3:43    |
| 12.             | „Stay This Way‟                                     | 4:34    |
| 13.             | „This Girl‟                                         | 3:08    |
| 14.             | „Automatic Love‟                                    | 4:45    |
| 15.             | „Where Has the Love Gone?‟                          | 7:46    |
| 16.             | „Surrender‟                                         | 4:25    |
| 17.             | „Dangerous Game‟                                    | 5:30    |
| Skupna dolžina: | Skupna dolžina:                                     | 76:58   |

| CD 2            | CD 2                                         | CD 2    |
| Št.             | Naslov                                       | Dolžina |
| --------------- | -------------------------------------------- | ------- |
| 1.              | „Time Will Pass You By‟                      | 5:26    |
| 2.              | „Falling‟                                    | 6:43    |
| 3.              | „Nothing Can Stop Us‟                        | 4:06    |
| 4.              | „Love Is Waiting‟                            | 4:48    |
| 5.              | „Cowboy Style‟                               | 4:44    |
| 6.              | „Say Hey‟                                    | 3:37    |
| 7.              | „Drunk‟                                      | 3:59    |
| 8.              | „I Don't Need Anyone‟                        | 3:14    |
| 9.              | „Jump‟                                       | 4:04    |
| 10.             | „Limbo‟                                      | 4:05    |
| 11.             | „Through the Years‟                          | 4:20    |
| 12.             | „Dreams‟                                     | 3:44    |
| 13.             | „Too Far‟                                    | 4:43    |
| 14.             | „Confide in Me‟ (remiks Brothers in Rhythm)  | 10:28   |
| 15.             | „If You Don't Love Me‟ (akustična različica) | 2:10    |
| 16.             | „Falling‟ (alternativni remiks)              | 8:40    |
| Skupna dolžina: | Skupna dolžina:                              | 78:51   |